# Chris Doran
Chris Doran (* 22. November 1979 in Waterford, Irland) ist ein irischer Sänger.

## Leben und Wirken
Doran gewann 2004 die Castingshow You’re a Star, die vom irischen Fernsehsender RTÉ veranstaltet wurde. Ziel der Show war, den irischen Beitrag für den Eurovision Song Contest 2004 in Istanbul zu küren.
Die Ballade If My World Stopped Turning, mit der Doran in Istanbul vertreten war, wurde von Brian McFadden, dem ehemaligen Sänger der Boygroup Westlife, geschrieben.
Vor dem Gewinn von You’re a star arbeitete Doran als Türsteher. Doran ist mehrfacher irischer Meister im Karate.